# Tor Isedal
Tor Isedal (født 20. juli 1924, død 18. februar 1990) var en svensk skuespiller, der optrådte i mere end 70 film og tv-serier mellem 1952 og 1991. Blandt hans filmroller kan nævnes Det syvende segl fra 1957, der er instrueret af Ingmar Bergman.

## Udvalgt filmografi
- Lilly - 20 år (1952, ukrediteret)
- Barabbas (1953, ukrediteret)
- Frie fugle (1953, ukrediteret)
- Karin Månsdotter (1954, ukrediteret)
- Det syvende segl (1957, ukrediteret)
- Jomfrukilden (1960)
- Jaget i København (1961)
- Det hvide genfærd (1962)
- Voksdukken (1962)
- Halstørklædet (tv-serie, 1962)
- Skal vi lege skjul? (1963)
- Hvem vil ha' min kone? (1964)
- Bryllupsnatten (1964)
- Mordet i Ulriksdal (1965)
- Giftsnogen (1966)
- Hvad unge mænd har brug for (1966)
- Roseanna (1967)
- Markurells i Wadköping (tv-serie, 1968-1969)
- Åsa-Nisse i rekordform (1969)
- Pippi Langstrømpe på de syv have (1970)
- Ih, det var dog den stiveste (1970)
- Victor Frankenstein (1977)
- Hedebyborna (tv-serie, 1978-1982)
- S.O.S. - amatører til søs (1988)
- Smash (tv-serie, 1990)
- Tre kärlekar (tv-serie, 1990)